# Hvem skal bestemme
Hvem skal bestemme er en dansk dokumentarfilm fra 1950.

## Handling
Filmen er en opfordring til at stemme ved kommunalvalget 14. marts 1950.